# Gran Premio di superbike di Donington 2021
Il Gran Premio di superbike di Donington 2021 è stato la quarta prova su tredici del campionato mondiale Superbike 2021, disputato il 3 e il 4 luglio sul circuito di Donington Park. In questo evento non prendono parte le classi Supersport e Supersport 300.
Gara 1 ha visto la vittoria di Toprak Razgatlıoğlu davanti a Jonathan Rea e Alex Lowes, la gara Superpole, è stata vinta da Jonathan Rea davanti ai piloti BMW Tom Sykes e Michael van der Mark,  gara 2 è stata vinta nuovamente da Toprak Razgatlıoğlu che ha preceduto il compagno di marca Garrett Gerloff e Tom Sykes.

## Risultati
Il pilota giapponese Kōta Nozane, in forza al team GRT Yamaha, dopo aver disputato alcune fasi delle prove libere viene dichiarato non idoneo, di conseguenza non prende parte alle gare.

### Gara 1[3]

#### Arrivati al traguardo
| Pos. | Nº | Pilota                | Squadra                         | Motocicletta         | Giri | Tempo     | Griglia | Punti |
| ---- | -- | --------------------- | ------------------------------- | -------------------- | ---- | --------- | ------- | ----- |
| 1º   | 54 | Toprak Razgatlıoğlu   | Pata Yamaha with Brixx          | Yamaha YZF R1        | 23   | 34'36.377 | 13º     | 25    |
| 2º   | 1  | Jonathan Rea          | Kawasaki Racing                 | Kawasaki ZX-10RR     | 23   | +2.419    | 1º      | 20    |
| 3º   | 22 | Alex Lowes            | Kawasaki Racing                 | Kawasaki ZX-10RR     | 23   | +12.261   | 4º      | 16    |
| 4º   | 66 | Tom Sykes             | BMW Motorrad                    | BMW M1000 RR         | 23   | +14.625   | 3º      | 13    |
| 5º   | 60 | Michael van der Mark  | BMW Motorrad                    | BMW M1000 RR         | 23   | +16.447   | 2º      | 11    |
| 6º   | 91 | Leon Haslam           | Team HRC                        | Honda CBR1000RR-R    | 23   | +17.028   | 7º      | 10    |
| 7º   | 31 | Garrett Gerloff       | GRT Yamaha                      | Yamaha YZF R1        | 23   | +33.345   | 5º      | 9     |
| 8º   | 19 | Álvaro Bautista       | Team HRC                        | Honda CBR1000RR-R    | 23   | +37.385   | 16º     | 8     |
| 9º   | 44 | Lucas Mahias          | Kawasaki Puccetti Racing        | Kawasaki ZX-10RR     | 23   | +43.566   | 10º     | 7     |
| 10º  | 47 | Axel Bassani          | Motocorsa Racing                | Ducati Panigale V4 R | 23   | +43.835   | 12º     | 6     |
| 11º  | 7  | Chaz Davies           | Team Go Eleven                  | Ducati Panigale V4 R | 23   | +48.102   | 9º      | 5     |
| 12º  | 21 | Michael Ruben Rinaldi | Aruba.it Racing - Ducati        | Ducati Panigale V4 R | 23   | +56.538   | 8º      | 4     |
| 13º  | 50 | Eugene Laverty        | RC Squadra Corse                | BMW M1000 RR         | 23   | +59.392   | 15º     | 3     |
| 14º  | 12 | Luke Mossey           | Outdo TPR Team Pedercini Racing | Kawasaki ZX-10RR     | 23   | +1'01.922 | 14º     | 2     |
| 15º  | 32 | Isaac Viñales         | Orelac Racing VerdNatura        | Kawasaki ZX-10RR     | 23   | +1'22.275 | 17º     | 1     |
| 16º  | 84 | Loris Cresson         | Outdo TPR Team Pedercini Racing | Kawasaki ZX-10RR     | 22   | +1 giro   | 21º     |       |

#### Ritirati
| Nº | Pilota             | Squadra                  | Motocicletta         | Giri | Griglia |
| -- | ------------------ | ------------------------ | -------------------- | ---- | ------- |
| 94 | Jonas Folger       | Bonovo MGM Racing        | BMW M1000 RR         | 21   | 20º     |
| 53 | Esteve Rabat       | Barni Racing             | Ducati Panigale V4 R | 10   | 18º     |
| 55 | Andrea Locatelli   | Pata Yamaha with Brixx   | Yamaha YZF R1        | 6    | 11º     |
| 45 | Scott Redding      | Aruba.it Racing - Ducati | Ducati Panigale V4 R | 1    | 6º      |
| 23 | Christophe Ponsson | Alstare Yamaha           | Yamaha YZF R1        | 1    | 19º     |

### Gara Superpole[4]

#### Arrivati al traguardo
| Pos. | Nº | Pilota                | Squadra                         | Motocicletta         | Giri | Tempo     | Griglia | Punti |
| ---- | -- | --------------------- | ------------------------------- | -------------------- | ---- | --------- | ------- | ----- |
| 1º   | 1  | Jonathan Rea          | Kawasaki Racing                 | Kawasaki ZX-10RR     | 10   | 15'17.951 | 1º      | 12    |
| 2º   | 66 | Tom Sykes             | BMW Motorrad                    | BMW M1000 RR         | 10   | +2.531    | 3º      | 9     |
| 3º   | 60 | Michael van der Mark  | BMW Motorrad                    | BMW M1000 RR         | 10   | +3.409    | 2º      | 7     |
| 4º   | 91 | Leon Haslam           | Team HRC                        | Honda CBR1000RR-R    | 10   | +3.955    | 7º      | 6     |
| 5º   | 31 | Garrett Gerloff       | GRT Yamaha                      | Yamaha YZF R1        | 10   | +4.067    | 5º      | 5     |
| 6º   | 54 | Toprak Razgatlıoğlu   | Pata Yamaha with Brixx          | Yamaha YZF R1        | 10   | +5.011    | 13º     | 4     |
| 7º   | 44 | Lucas Mahias          | Kawasaki Puccetti Racing        | Kawasaki ZX-10RR     | 10   | +6.461    | 10º     | 3     |
| 8º   | 7  | Chaz Davies           | Team Go Eleven                  | Ducati Panigale V4 R | 10   | +11.599   | 9º      | 2     |
| 9º   | 55 | Andrea Locatelli      | Pata Yamaha with Brixx          | Yamaha YZF R1        | 10   | +20.284   | 11º     | 1     |
| 10º  | 21 | Michael Ruben Rinaldi | Aruba.it Racing - Ducati        | Ducati Panigale V4 R | 10   | +24.865   | 8º      |       |
| 11º  | 47 | Axel Bassani          | Motocorsa Racing                | Ducati Panigale V4 R | 10   | +25.318   | 12º     |       |
| 12º  | 50 | Eugene Laverty        | RC Squadra Corse                | BMW M1000 RR         | 10   | +25.584   | 15º     |       |
| 13º  | 32 | Isaac Viñales         | Orelac Racing VerdNatura        | Kawasaki ZX-10RR     | 10   | +40.885   | 17º     |       |
| 14º  | 22 | Alex Lowes            | Kawasaki Racing                 | Kawasaki ZX-10RR     | 10   | +1'09.188 | 4º      |       |
| 15º  | 19 | Álvaro Bautista       | Team HRC                        | Honda CBR1000RR-R    | 10   | +1'16.976 | 16º     |       |
| 16º  | 94 | Jonas Folger          | Bonovo MGM Racing               | BMW M1000 RR         | 10   | +1'24.717 | 20º     |       |
| 17º  | 12 | Luke Mossey           | Outdo TPR Team Pedercini Racing | Kawasaki ZX-10RR     | 10   | +1'33.316 | 14º     |       |
| 18º  | 45 | Scott Redding         | Aruba.it Racing - Ducati        | Ducati Panigale V4 R | 10   | +1'37.702 | 6º      |       |

#### Ritirati
| Nº | Pilota             | Squadra                         | Motocicletta         | Giri | Griglia |
| -- | ------------------ | ------------------------------- | -------------------- | ---- | ------- |
| 84 | Loris Cresson      | Outdo TPR Team Pedercini Racing | Kawasaki ZX-10RR     | 7    | 21º     |
| 23 | Christophe Ponsson | Alstare Yamaha                  | Yamaha YZF R1        | 5    | 19º     |
| 53 | Esteve Rabat       | Barni Racing                    | Ducati Panigale V4 R | 1    | 18º     |

### Gara 2[5]

#### Arrivati al traguardo
| Pos. | Nº | Pilota                | Squadra                         | Motocicletta         | Giri | Tempo     | Griglia | Punti |
| ---- | -- | --------------------- | ------------------------------- | -------------------- | ---- | --------- | ------- | ----- |
| 1º   | 54 | Toprak Razgatlıoğlu   | Pata Yamaha with Brixx          | Yamaha YZF R1        | 23   | 34'01.226 | 6º      | 25    |
| 2º   | 31 | Garrett Gerloff       | GRT Yamaha                      | Yamaha YZF R1        | 23   | +2.243    | 5º      | 20    |
| 3º   | 66 | Tom Sykes             | BMW Motorrad                    | BMW M1000 RR         | 23   | +4.522    | 2º      | 16    |
| 4º   | 45 | Scott Redding         | Aruba.it Racing - Ducati        | Ducati Panigale V4 R | 23   | +5.151    | 11º     | 13    |
| 5º   | 60 | Michael van der Mark  | BMW Motorrad                    | BMW M1000 RR         | 23   | +13.315   | 3º      | 11    |
| 6º   | 22 | Alex Lowes            | Kawasaki Racing                 | Kawasaki ZX-10RR     | 23   | +14.444   | 10º     | 10    |
| 7º   | 7  | Chaz Davies           | Team Go Eleven                  | Ducati Panigale V4 R | 23   | +16.684   | 8º      | 9     |
| 8º   | 21 | Michael Ruben Rinaldi | Aruba.it Racing - Ducati        | Ducati Panigale V4 R | 23   | +18.757   | 12º     | 8     |
| 9º   | 91 | Leon Haslam           | Team HRC                        | Honda CBR1000RR-R    | 23   | +20.783   | 4º      | 7     |
| 10º  | 19 | Álvaro Bautista       | Team HRC                        | Honda CBR1000RR-R    | 23   | +22.938   | 16º     | 6     |
| 11º  | 55 | Andrea Locatelli      | Pata Yamaha with Brixx          | Yamaha YZF R1        | 23   | +23.194   | 9º      | 5     |
| 12º  | 44 | Lucas Mahias          | Kawasaki Puccetti Racing        | Kawasaki ZX-10RR     | 23   | +25.442   | 7º      | 4     |
| 13º  | 47 | Axel Bassani          | Motocorsa Racing                | Ducati Panigale V4 R | 23   | +32.898   | 13º     | 3     |
| 14º  | 53 | Esteve Rabat          | Barni Racing                    | Ducati Panigale V4 R | 23   | +38.370   | 18º     | 2     |
| 15º  | 50 | Eugene Laverty        | RC Squadra Corse                | BMW M1000 RR         | 23   | +39.776   | 15º     | 1     |
| 16º  | 12 | Luke Mossey           | Outdo TPR Team Pedercini Racing | Kawasaki ZX-10RR     | 23   | +43.182   | 14º     |       |
| 17º  | 32 | Isaac Viñales         | Orelac Racing VerdNatura        | Kawasaki ZX-10RR     | 23   | +56.811   | 17º     |       |
| 18º  | 23 | Christophe Ponsson    | Alstare Yamaha                  | Yamaha YZF R1        | 23   | +57.073   | 19º     |       |
| 19º  | 84 | Loris Cresson         | Outdo TPR Team Pedercini Racing | Kawasaki ZX-10RR     | 23   | +1'13.148 | 21º     |       |
| 20º  | 1  | Jonathan Rea          | Kawasaki Racing                 | Kawasaki ZX-10RR     | 23   | +1'14.103 | 1º      |       |

#### Ritirato
| Nº | Pilota       | Squadra           | Motocicletta | Giri | Griglia |
| -- | ------------ | ----------------- | ------------ | ---- | ------- |
| 94 | Jonas Folger | Bonovo MGM Racing | BMW M1000 RR | 6    | 20º     |